# Di Gi Charat (ワンダフル版)
『Di Gi Charat』（デ・ジ・キャラット）は、ブロッコリーが展開するキャラクター企画『デ・ジ・キャラット』を元に、TBS系深夜番組『ワンダフル』内で放送されたアニメ作品。『デ・ジ・キャラット』シリーズにおける初のアニメ作品でもある。
なお、本項ではワンダフル枠内およびTBSでスペシャル版として放送されたテレビアニメ作品（通称「ワンダフル版」）に加え、劇場版アニメ『Di Gi Charat 星の旅』、およびOVA作品として制作された『Di Gi Charat劇場 ぴよこにおまかせぴょ!』を扱う。

## 概要
1999年11月30日から12月24日にかけて、ワンダフル枠内で全16話として放送された。これまで様々なジャンルの作品を原作としてきたワンダフルアニメの最終作品でもある。
監督に桜井弘明、キャラクターデザインに山川吉樹、オープニング主題歌に奥井雅美という、劇場版『アキハバラ電脳組』（TBS系で放送されたテレビアニメの劇場版）を手がけたスタッフ及びアーティストを起用、アニメーション制作をマッドハウスが行った。デ・ジ・キャラットのもつ独特の世界観を、桜井が10分という短い時間でコンパクトに収めている。結果、スラップスティックな内容となっている。
2000年からは夏休みやクリスマス、春休みといった季節ごとにスペシャル番組として続編が放送。2001年12月には劇場版として『Di Gi Charat 星の旅』が制作、上映されるまでに至る。また、2003年3月にはぴよこをメインにあつかったOVA『Di Gi Charat劇場 ぴよこにおまかせぴょ!』が全2巻で発売されている。

## 登場人物
本節では「ワンダフル版」から『星の旅』にかけて登場した主要キャラクターについてのみ触れる。『デ・ジ・キャラット』全企画通じての主要キャラクターはデ・ジ・キャラットの主なキャラクターを参照。
店長（てんちょう）
声 - 一条和矢
でじこのバイト先「ゲーマーズ」秋葉原店の店長。でじこからは「店長しゃん」と呼ばれ、慕われている。また、でじこが頭の上がらない数少ない人物のうちの一人。普段は温厚で優しい性格だが、怒らせたら怖い。性別が男性ということ以外のプロフィールが全て謎に包まれた不思議な人物である。酒の席で『桃太郎 海の神兵』について熱く語ったという逸話がある。ちなみに姿は他のモブキャラクターと同じで、指（青）である。眼鏡をかけている。
「令和のデ・ジ・キャラット」にも登場している。
木村 拓郎（きむら たくろう）
声 - 置鮎龍太郎
通称「ムラタク」。年齢は24歳。ミナタクと同様、名称はTBSホームページで名称募集が行われて決定した。
ロン毛で大金持ちかつ美しい日本語を愛する青年、だったのだが汚れのない心を持つぷちこに一目惚れしてしまう。幼稚園を経営している。毎回胸に飾っている花が変わる。
普段ぷちこからは冷たくあしらわれているが、ぴよこの攻撃から身を挺して守ったり、自身のツテでぷちこを幼稚園に通わせた際に彼女からお礼を言われているため、完全に嫌われている訳ではない。
「令和のデ・ジ・キャラット」にも登場している。
皆川 拓郎（みながわ たくろう）
声 - 南央美
通称「ミナタク」。年齢は14歳。ムラタクと同様、名称はTBSホームページで名称募集が行われて決定した。
気弱でうさだに片思いし続け、「お花見すぺしゃる」でついにはうさだの通う中学校に転校してしまう中学生。うさだとの出会いのきっかけは、道に落ちていた納豆パンを拾い食いした事によりお腹を下し、薬をもらったから。メロンパンが好物で、鞄にはいつもメロンパンを入れている。しじみの霊を除霊できる（それ以外の霊は除霊できない）ほか、演劇少年でもあり、演劇については熱が入るあまり別人のようになってしまう。「鉄足ジョニー」のトレーディングカードを収集している。なお、しじみの除霊は担当声優である南央美の思い付きからなる。
「令和のデ・ジ・キャラット」にも登場している。
武（たけし） / 喜美（よしみ）
声 - 内藤玲（武）、森訓久（喜美）
ゲーマーズの常連客で、でじこのファンの二人組。典型的ステレオタイプのおたく像として描かれており、太い方が武、細い方が喜美。でじこに「ブキミ」と命名された（2人の名前「武」「喜美」を合わせて音読みするとブキミになる）。ちなみに、武は毎日髪を洗っていると公言している。
「令和のデ・ジ・キャラット」にも登場している。
暴れん坊（あばれんぼう）
声 - 上田祐司
全身青い姿の、謎の人物。いつも大暴れするといっておきながら、その暴れた姿を見た者はいない（暴れる姿を見る＝死）。しかしいつも予測不可能な行動をする、いわゆるトラブルメーカー。器物破損はしない主義のようだ。どうやら和食派らしい。巨大化することもできる。クリスマススペシャルでは豪華客船の料理人として同乗していた。
キャラクター的には同じ声優かつ桜井監督がスタッフとして参加した『セクシーコマンドー外伝 すごいよ!!マサルさん』の花中島マサルのテイストが強い。
「令和のデ・ジ・キャラット」にも登場している。
ロッド・ヤング
声 - 西村ちなみ
通称「ロドやん」。男。アメリカ在住のでじこのファン。でじこグッズのコレクターでそのグッズの数はかなりの量を誇る。でじこの事になるとやたらと詳しい。またでじこのコスプレをしているが、その姿はでじこと微妙に異なっている。納豆は苦手。
デ・ジ・キャラットの両親
声 - 藤田和之（パパ）、日髙のり子（ママ）
でじこの両親、すなわちデ・ジ・キャラット星の王様と王妃様。『星の旅』に登場するが、デ・ジ・キャラットママは『デ・ジ・キャラットにょ』にも登場する（ただし、かなり風貌は異なっている）。
ラ・ビ・アン・ローズの両親
声 - 氷上恭子
夫婦ともに美形で、現在アメリカ在住。日本を発つ際、娘に貧乏な一人暮らしを経てアイドルになるよう課題を言い残した。言い残すその際に、ラ・ビ・アン・ローズのトレードマークでもあるサイコロを渡した。なぜサイコロを渡したのか、理由は明かされていない。日本を発つ際、『目標！日米貿易摩擦解消』と言っていた。
変な生き物
声 - 不明（喋らない）
くまの様な輪郭をしたオレンジ色の謎の生物。怒っているんだか泣いているんだか落ち込んでいるんだか笑っているんだか分からない顔をしている。
“ぱおーんって言っている山”へ続く道中ででじこ達と出会い、後にゲーマーズ秋葉原店に居座る。究極の雑食で、捕食対称に合わせて頭を巨大化させ一口で捕食したり、逆に捕食した物体を巨大化させ吐き出せる。ゲーマーズに居座ってからは常に段ボールの中に存在し、浮遊能力を得た模様。でじこの目からビームを難無く回避したり、でじこが倒せなかった巨大怪獣を一口で捕食した事から、でじこから一目置かれた模様。
「令和のデ・ジ・キャラット」にも登場している。
パヤパヤ（ぱやぱや）
声 - 松山鷹志
別名『夏の虫』。見た目はおじさん、体は芋虫という実に気味の悪いキャラクター。常に札束を持ち歩いている。『ゲーマーズ』を『良い子が集まるゲのマのズ』に変えた張本人。自然や虫が大好き。性格が悪く、自分の考えに背く者には悪態をつく。だが賛成する者には自分の考えを提案して面白がる。ゲーマーズに爆弾を変な生き物に食べさせ置いて逃げた際、ぴよこに一目惚れし、ぴよこを爆弾から守ろうと戻ってきたところ、ぴよこは既に居らず、戻ってきたと同時に変な生き物に爆弾を吐き戻され爆発。空から落ちたあと『覚えてろよ！』と言い残し消えていった。サマースペシャル2000に登場。

## スタッフ
|                                               | ワンダフル版                 | サマースペシャル2000 クリスマススペシャル お花見すぺしゃる なつやすみスペシャル  | 劇場版                            | ぴよこにおまかせぴょ! |
| --------------------------------------------- | ---------------------------- | -------------------------------------------------------------------------------- | --------------------------------- | --------------------- |
| 原作・キャラクター原案                        | コゲどんぼ                   | コゲどんぼ                                                                       | コゲどんぼ                        | コゲどんぼ            |
| 企画                                          | 木谷高明、大月俊倫、丸山正雄 | 木谷高明、大月俊倫、丸山正雄                                                     | -                                 | -                     |
| 企画                                          | 吉田啓良                     | -                                                                                | -                                 | -                     |
| 総監督                                        | -                            | 桜井弘明                                                                         | -                                 | -                     |
| 監督                                          | 桜井弘明                     | 桜井弘明、小島正幸、佐藤竜雄、 大地丙太郎（サマー） 高橋亨                       | 桜井弘明                          | 桜井弘明              |
| 脚本 シリーズ構成（ぴよこ）                   | 桜井弘明                     | -                                                                                | 池田眞美子                        | 池田眞美子            |
| 脚本 シリーズ構成（ぴよこ）                   | 桜井弘明                     | -                                                                                | 桜井弘明                          | -                     |
| キャラクターデザイン 総作画監督（ぴよこ以外） | 山川吉樹                     | 山川吉樹                                                                         | 山川吉樹                          | 山川吉樹              |
| 作画監督                                      | -                            | -                                                                                | 加野晃                            | -                     |
| 絵コンテ                                      | -                            | -                                                                                | 桜井弘明、山川吉樹                | -                     |
| 演出                                          | -                            | -                                                                                | 井上英紀                          | -                     |
| 美術監督                                      | 池田祐二                     | 池田祐二 （サマー、クリスマス、お花見） 高橋忍（なつやすみ）                     | 二嶋隆文                          | 一色美緒              |
| 美術                                          | -                            | 二嶋隆文（サマー） 高木佐和子（クリスマス） 高橋忍（お花見）                     | -                                 | -                     |
| 色彩設計                                      | -                            | -                                                                                | やまもとともこ                    | 大野春恵              |
| 撮影監督                                      | 山口仁                       | 山口仁（サマー、クリスマス） 塩田潤（お花見、なつやすみ） 福世晋吾（なつやすみ） | 黒澤豊                            | 森下成一              |
| 編集                                          | -                            | -                                                                                | 松村正宏                          | -                     |
| 音響監督                                      | たなかかずや                 | たなかかずや                                                                     | たなかかずや                      | 蝦名恭範、桜井弘明    |
| 音楽                                          | 坂本裕介                     | 増田俊郎                                                                         | 増田俊郎                          | 増田俊郎              |
| プロデューサー                                | 落合芳行、源生哲雄           | 源生哲雄、森山敦（サマー） 浅野幸治 （クリスマス、お花見、なつやすみ） 諸澤昌男  | 八木聖美、安田猛                  | 里見哲朗、中野葉子    |
| プロデューサー                                | -                            | 諸澤昌男                                                                         | 諸澤昌男                          | 諸澤昌男              |
| アニメーション プロデューサー                 | 諸澤昌男                     | -                                                                                | -                                 | -                     |
| アニメーション制作                            | マッドハウス                 | マッドハウス                                                                     | マッドハウス                      | マッドハウス          |
| 製作協力                                      | ブロッコリー、キングレコード | ブロッコリー、キングレコード                                                     | -                                 | -                     |
| 製作                                          | TBS                          | TBS                                                                              | Di Gi Charat THE Movie 製作委員会 | ブロッコリー          |
| 配給                                          | -                            | -                                                                                | 東映                              | -                     |

## 主題歌
ワンダフル版
オープニングテーマ「only one, No.1」
作曲・編曲 - 矢吹俊郎 / 作詞・歌 - 奥井雅美
15話挿入歌「PARTY☆NIGHT (HYPER PARAPARA VERSION)」
作詞 - 森ユキ / 作曲 - 坂本裕介 / 編曲 - 増田俊郎 / 歌 - D.U.P.
エンディングテーマ「Happy Day」
作詞 - 根津洋子 / 作曲 - 宮島律子 / 編曲 - 岩本正樹 / 歌 - 真田アサミ
- 本放送時は尺の関係上エンディングが存在せず、VHS/DVD版にのみ収録された。

サマースペシャル2000
オープニングテーマ「CUTIE」
作曲・編曲 - 矢吹俊郎 / 作詞・歌 - 奥井雅美
エンディングテーマ「パワフルサマー」
作詞 - 根津洋子 / 作曲 - 千沢仁 / 編曲 - 岩本正樹 / 歌 - D.U.P.
クリスマススペシャル / お花見すぺしゃる / なつやすみスペシャル
オープニングテーマ 「女神になりたい〜for a yours〜」
作曲・編曲 - 矢吹俊郎 / 作詞・歌 - 奥井雅美
- クリスマススペシャルでは1番、お花見すぺしゃるとなつやすみスペシャルでは2番の歌詞が使用されている他、映像も変わっている。

クリスマススペシャル
エンディングテーマ「PARTY NIGHT -WHITE VERSION-」
作詞 - 森ユキ / 作曲 - 坂本裕介 / 編曲 - 増田俊郎 / 歌 - D.U.P.
お花見すぺしゃる / 梅雨スペシャル / なつやすみスペシャル / くちからバズーカ
エンディングテーマ「see you see you」
作詞 - 木本慶子 / 作曲・編曲 - 岩本正樹 / 歌 - D.U.P.
お花見すぺしゃる
2話挿入歌「さくら さくら」
作詞 - 椎名可憐 / 作曲・編曲 - 増田俊郎 / 歌 - D.U.P.
星の旅
主題歌「PARTY☆NIGHT (Movie version)」
作詞 - 森ユキ / 作曲 - 坂本裕介 / 編曲 - 増田俊郎 / 歌 - D.U.P.
ぴよこにおまかせぴょ!
オープニングテーマ「We are THE ONE!」
作詞 - 秋谷銀四郎 / 作曲・編曲 - 川辺健宏 / 歌 - P・K・O
エンディングテーマ「Knighthood 〜世界で一番の夢を〜」
作詞・作曲 - 上松範康 / 編曲 - 藤間仁 / 歌 - P・K・O
※本作の主題歌は共にP・K・Oの既存楽曲の流用であり、本作の主題歌として製作されたものではない。「We are THE ONE!」はこれ以前に、ANIMAX放映の情報番組『ゲーマーズエクスプレス』のエンディングテーマとしても使用されていた。

## 各話リスト

### ワンダフル版
| 話 | 放送日          | サブタイトル                   | 絵コンテ | 演出     | 作画監督   |
| -- | --------------- | ------------------------------ | -------- | -------- | ---------- |
| 1  | 1999年 11月30日 | でじこが来たにょ               | 桜井弘明 | 桜井弘明 | 北野幸広   |
| 2  | 12月1日         | ラビ・アン・ローズと呼びなさい | 佐藤竜雄 | 桜井弘明 | 村中博美   |
| 3  | 12月2日         | こわいお店?                    | 桜井弘明 | 桜井弘明 | 柄本正弘   |
| 4  | 12月3日         | 何だこいつ?                    | 桜井弘明 | 桜井弘明 | 小林明美   |
| 5  | 12月7日         | ロン毛さん                     | 桜井弘明 | 鎌仲史陽 | 高鉾誠     |
| 6  | 12月8日         | ぶきみブー                     | 桜井弘明 | 鎌仲史陽 | 高鉾誠     |
| 7  | 12月9日         | ゲマゲマプシュー               | 桜井弘明 | 鎌仲史陽 | 高鉾誠     |
| 8  | 12月10日        | ビームが出ないにゅ…            | 佐藤竜雄 | 鎌仲史陽 | 中尾友治   |
| 9  | 12月14日        | それなりにロマンチック         | 桜井弘明 | 鎌仲史陽 | 坂元大二郎 |
| 10 | 12月15日        | ニセでじこ現る!                | 桜井弘明 | 桜井弘明 | 山川吉樹   |
| 11 | 12月16日        | ホカホカご飯                   | 桜井弘明 | 桜井弘明 | 山川吉樹   |
| 12 | 12月17日        | 怪獣・その他現る!              | 佐藤竜雄 | 桜井弘明 | 山川吉樹   |
| 13 | 12月21日        | とりつかれたにょ〜             | 桜井弘明 | 桜井弘明 | 山川吉樹   |
| 14 | 12月22日        | 暴れん坊がやって来た!          | 佐藤竜雄 | 桜井弘明 | 吉松孝博   |
| 15 | 12月23日        | PARTY NIGHT                    | 佐藤竜雄 | 桜井弘明 | 田中比呂人 |
| 16 | 12月24日        | うさだ大爆発                   | 小島正幸 | 桜井弘明 | 北野幸広   |

### スペシャル
| 話                                              | 放送日                                          | サブタイトル                                    | 脚本                                            | 絵コンテ                                        | 演出                                            | 作画監督                                        |
| テレビ特番『Di Gi Charat サマースペシャル2000』 | テレビ特番『Di Gi Charat サマースペシャル2000』 | テレビ特番『Di Gi Charat サマースペシャル2000』 | テレビ特番『Di Gi Charat サマースペシャル2000』 | テレビ特番『Di Gi Charat サマースペシャル2000』 | テレビ特番『Di Gi Charat サマースペシャル2000』 | テレビ特番『Di Gi Charat サマースペシャル2000』 |
| ----------------------------------------------- | ----------------------------------------------- | ----------------------------------------------- | ----------------------------------------------- | ----------------------------------------------- | ----------------------------------------------- | ----------------------------------------------- |
| 1話                                             | 2000年 8月22日                                  | ぴよこが来たにょ                                | -                                               | 桜井弘明                                        | 桜井弘明                                        | 山川吉樹                                        |
| 2話                                             | 2000年 8月22日                                  | ブラックゲーマーズだにょ                        | -                                               | 小島正幸                                        | 高橋亨                                          | 川島恵子                                        |
| 3話                                             | 8月23日                                         | 帰ってきた暴れん坊                              | -                                               | 佐藤竜雄                                        | 佐藤竜雄                                        | 吉松孝博                                        |
| 4話                                             | 8月23日                                         | 夏の虫                                          | -                                               | 大地丙太郎                                      | 大地丙太郎                                      | 小林明美                                        |
| テレビ特番『Di Gi Charat クリスマススペシャル』 |                                                 |                                                 |                                                 |                                                 |                                                 |                                                 |
| SP                                              | 12月16日                                        | ゴ〜ジャスにょ〜                                | 池田眞美子                                      | 高橋亨 井上英紀 桜井弘明                        | 高橋亨 井上英紀                                 | 大島美和 川嶋恵子                               |
| テレビ特番『Di Gi Charat お花見すぺしゃる』     |                                                 |                                                 |                                                 |                                                 |                                                 |                                                 |
| 1話                                             | 2001年 4月6日                                   | スミツクアク                                    | 池田眞美子 高橋亨                               | 高橋亨                                          | 高橋亨                                          | 門之園恵美 入好さとる                           |
| 2話                                             | 2001年 4月6日                                   | さくら さくら                                   | 池田眞美子 高橋亨                               | 高橋亨                                          | 高橋亨                                          | 門之園恵美 入好さとる                           |
| 3話                                             | 2001年 4月6日                                   | 毛長お兄さんにゅ                                | Q・P HONEY 池田眞美子                           | 桜井弘明 井上英紀                               | 井上英紀                                        | 加野晃 大島美和                                 |
| 4話                                             | 2001年 4月6日                                   | ラ・ビ・アンローズと呼ばないで                  | Q・P HONEY 池田眞美子                           | 桜井弘明 井上英紀                               | 井上英紀                                        | 加野晃 大島美和                                 |
| イベント上映『Di Gi Charat 梅雨スペシャル』     |                                                 |                                                 |                                                 |                                                 |                                                 |                                                 |
| 1話                                             | 8月25・26日                                     | ゲマのすみか                                    | 池田眞美子                                      | 高橋亨                                          | 高橋亨                                          | 山川吉樹                                        |
| 2話                                             | 8月25・26日                                     | ツソデしう演劇団（いいね！）                    | 池田眞美子                                      | 井上英紀                                        | 井上英紀                                        | 加野晃                                          |
| テレビ特番『Di Gi Charat なつやすみスペシャル』 |                                                 |                                                 |                                                 |                                                 |                                                 |                                                 |
| 1話                                             | 8月2日                                          | アメリカでじこ1                                 | 桜井弘明 高橋亨                                 | 井上英紀 高橋亨                                 | 井上英紀 高橋亨                                 | 大島美和 加野晃                                 |
| 2話                                             | 8月2日                                          | でじこアメリカ2                                 | 桜井弘明 高橋亨                                 | 井上英紀 高橋亨                                 | 井上英紀 高橋亨                                 | 大島美和 加野晃                                 |
| 3話                                             | 8月3日                                          | デプラピョゲ坊 デビュー                         | 桜井弘明                                        | 桜井弘明                                        | 井ノ川慎太郎                                    | 追埼史敬                                        |
| 4話                                             | 8月3日                                          | 誰もいないのかにょ？                            | 池田眞美子                                      | 高柳滋仁                                        | 高柳滋仁                                        | 伊藤克修                                        |
| 星の旅特典エピソード                            |                                                 |                                                 |                                                 |                                                 |                                                 |                                                 |
| 未放送                                          | 2002年 7月12日                                  | くちからバズーカ                                | 池田眞美子 桜井弘明                             | 井上英紀                                        | 井上英紀                                        | 山川吉樹                                        |

### Di Gi Charat 星の旅
2001年12月22日公開。『冬の角川アニメ』の一環として、『サクラ大戦 活動写真』、『あずまんが大王』、『スレイヤーズぷれみあむ』と同時上映。
2002年7月12日に初VHS・DVD化され、特典として未公開新作エピソードの「くちからバズーカ」が収録されている。

### デ・ジ・キャラット劇場 ぴよこにおまかせぴょ!
2003年3月21日に上巻、5月3日に下巻の全2巻が発売されたOVAで各巻3話収録。さらに11月20日発売のプレイステーション2用ソフト『デ・ジ・キャラットファンタジー エクセレント プレミアム版』の付録として新作2話収録のDVDがリリースされた。
本作の製作にはTBSが関与していないため、前作までのアニメオリジナルキャラクター（TBSも権利を所有している）は明確な形では登場しない。特に本作第3話は『サマースペシャル2000』第1話の視点を変えたリメイクで同一のシーンも存在するが、上述の理由によりアニメオリジナルのブキミコンビやムラタク・ミナタクらは不明瞭な絵柄で単なるゲーマーズの客という扱いで描かれている（建前上モブキャラ扱いで役名はつけられていないものの、台詞や声優は元のままである）。
| 話数 | サブタイトル           | 脚本       | 絵コンテ          | 演出       | 作画監督 |
| ---- | ---------------------- | ---------- | ----------------- | ---------- | -------- |
| 1    | ぴよこの星ぴょ         | 池田眞美子 | 桜井弘明          | 長濱博史   | 飯島秀一 |
| 2    | 地球を目指すぴょ       | 池田眞美子 | 山川吉樹          | 鎌仲史陽   | 工藤征輝 |
| 3    | ぴよこが来たぴょ       | 池田眞美子 | 井上英紀          | 井上英紀   | 北野幸広 |
| 4    | あまえん坊ってダレぴょ | 大場小ゆり | 山川吉樹          | 鎌仲史陽   | 伊東克修 |
| 5    | みんなでお絵かきぴょ   | 大場小ゆり | 玉川真人 桜井弘明 | 井上英紀   | 小林明美 |
| 6    | クウもお医者さんぴょ   | 池田眞美子 | 井上英紀          | 佐藤雄三   | 中原清隆 |
| 7    | あおあかみどりぴょ     | 桜井弘明   | 井上英紀          | 鎌仲史陽   | 堀元宣   |
| 8    | でじこおねえちゃんぴょ | 池田眞美子 | 山川吉樹          | 磨積良亜澄 | 坂井久太 |

| TBS系 ワンダフル内アニメ枠 | TBS系 ワンダフル内アニメ枠 | TBS系 ワンダフル内アニメ枠 |
| 前番組                     | 番組名                     | 次番組                     |
| -------------------------- | -------------------------- | -------------------------- |
| いつも心に太陽を!          | Di Gi Charat               | （アニメ枠終了）           |

## 関連商品

### 書籍
- オールアバウト デ・ジ・キャラットI（メディアワークス、2000年3月10日発売、ISBN 978-4840214063）
- オールアバウト デ・ジ・キャラットII（メディアワークス、2000年4月10日発売、ISBN 978-4840215022）
- オールアバウト デ・ジ・キャラットIII（メディアワークス、2000年11月22日発売、ISBN 978-4840217217）
- オールアバウト デ・ジ・キャラットIV（メディアワークス、2001年8月10日発売、ISBN 978-4840219037）
- オールアバウト デ・ジ・キャラットV（メディアワークス、2001年8月10日発売、ISBN 978-4840219044）
- オールアバウト デ・ジ・キャラットVI（メディアワークス、2002年1月31日発売、ISBN 978-4840220446）

### CD
| 発売日           | タイトル                       | アーティスト名                       | 規格品番         |
| スターチャイルド | スターチャイルド               | スターチャイルド                     | スターチャイルド |
| ---------------- | ------------------------------ | ------------------------------------ | ---------------- |
| 1999年12月3日    | Only one, No.1                 | 奥井雅美                             | KIDA-189         |
| 1999年12月23日   | でじこのサウンドメッセージ     | 坂本裕介                             | KICA-487         |
| 2000年2月11日    | でじこの音楽会                 | D.U.P.                               | KICA-488         |
| 2000年7月21日    | CUTIE                          | 奥井雅美                             | KIDA-203         |
| 2000年8月23日    | でじこのサウンドフェスティバル | 増田俊郎                             | KICA-521         |
| 2001年3月21日    | 女神になりたい〜for a yours〜  | 奥井雅美                             | KIDA-208         |
| 2001年4月25日    | でじこのサウンドガーデン       | 増田俊郎                             | KICA-538         |
| 2001年11月7日    | でじこのサウンドマジック       | 増田俊郎                             | KICA-559         |
| ブロッコリー     |                                |                                      |                  |
| 2001年12月22日   | デ・ジ・キャラット 星の旅      | 増田俊郎                             | GCFC-024         |
| スターチャイルド |                                |                                      |                  |
| 2007年2月21日    | Di Gi Charat CD-BOX            | 奥井雅美、坂本裕介、増田俊郎、D.U.P. | KICA-826/30      |

### VHS・DVD
| 発売日           | タイトル                                | 規格品番         | 規格品番                              |
| 発売日           | タイトル                                | VHS              | DVD                                   |
| スターチャイルド | スターチャイルド                        | スターチャイルド | スターチャイルド                      |
| ---------------- | --------------------------------------- | ---------------- | ------------------------------------- |
| 2000年3月24日    | Di Gi Charat Vol.1                      | KIVA-476         | KIBA-476                              |
| 2000年4月26日    | Di Gi Charat Vol.2                      | KIVA-477         | KIBA-477                              |
| 2000年10月25日   | Di Gi Charat Vol.3                      | KIVA-520         | KIBA-520                              |
| 2000年10月25日   | Di Gi Charat Vol.4                      | KIVA-521         | KIBA-521                              |
| 2001年4月4日     | Di Gi Charat Vol.5                      | KIVA-591         | KIBA-591                              |
| 2001年9月5日     | Di Gi Charat Vol.6                      | KIVA-636         | KIBA-636                              |
| 2001年10月3日    | Di Gi Charat Vol.7                      | KIVA-638         | KIBA-638                              |
| 2001年11月29日   | Di Gi Charat Vol.8                      | KIVA-676         | KIBA-676                              |
| 2002年1月10日    | Di Gi Charat Vol.9                      | KIVA-677         | KIBA-677                              |
| ブロッコリー     |                                         |                  |                                       |
| 2002年7月12日    | 劇場版 Di Gi Charat 星の旅              |                  | ZMTZ-1412 [限定版] ZMTZ-1413 [通常版] |
| 2007年2月21日    | Di Gi Charat DVD-BOX すぺしゃるパーティ | BRDV-0040        |                                       |